# نينا مونك
نينا مونك (بالإنجليزية: Nina Munk)‏ هي صحفية أمريكية، ولدت في 1967.

## وصلات خارجية
- نينا مونك على موقع إن إن دي بي (الإنجليزية)